# كهوف مابورا
كهف مابورا غوانو هو منجم يحتوي على تجمعات ذروق خفافيش، ويقع في حي زهومبي مابورا 6 في إقليم ميدلاندس، زيمبابوي.
وهو واحد من ثمان مصادر السماد العضوي الرئيسية في زمبابوي والتي لم يتم استغلالها بالكامل.
الكهف مدرج ضمن المناطق الجغرافية في زمبابوي، ونصب طبيعي، وفقًا للقانون الزمبابوي.
يقع الكهف على مسافة 2.5 كيلومترًا جنوب ملتقى نهر مونياتي ونهر نغوندوما.
و6 ونصف كيلومترًا مدرسة سمامبوا الابتدائية.
ووفق جامعة غويلف، يوجد أكثر من مليوني طن من الذرق في كهف مابورا.
ويعد المزارعون في منطقة تشيف سامبابوا شرق زهومبي هم المستفيدون المباشرون من الذرق كسماد غني. فللذرق محتوى غني جدًا من النيتروجين والفوسفات والبوتاسيوم.